# Ptihotis
Ptihotis (mirod; lat. Ptychotis), maleni biljni rod iz porodice štitarki rasprostranjen po zemljama sjevernog Sredozemlja, uključujući: Švicarska; Španjolska; Andora; Francuska; Korzika; Sardinija; jmugoistočna Italija; Hrvatska
Postoje dvije vrste, od kojih je jedna endemična samo za Sardiniju, o druga po ostalim nabrojenim zemljama, raste i u Hrvatskoj gdje se naziva kamenjarski ptihotis.

## Vrste
1. Ptychotis sardoa Pignatti & Metlesics; Sardinija
2. Ptychotis saxifraga (L.) Loret & Barrandon